# Virginie Gourmel
Virginie Gourmel est une réalisatrice belge.

## Biographie
Virginie Gourmel étudie à l'INSAS puis travaille comme assistante caméra à Paris et à Bruxelles.
Son premier court métrage, Aïe!, tourné en 2006 avec de la pellicule périmée, attire l'attention sur son travail. En 2007, elle tourne en Pologne un second court métrage, Stagman.

## Filmographie partielle

### Réalisation

#### Au cinéma
- 2006 :  Aïe!  (court métrage)
- 2006 :  Love and Loss  (court métrage)
- 2007 :  Voleurs de chevaux de Micha Wald (réalisatrice de la  deuxième unité)
- 2008 :  Stagman  (court métrage)
- 2018 : Cavale

### Direction de la photographie

#### Au cinéma
- 2006 :  Aïe!  (court métrage)
- 2008 :  Stagman  (court métrage)
- 2014 :  Ghost of silence  (court métrage)
- 2017 : Ongles rouges de Valérie Vanhoutvinck
- 2017 :  Rage de Guy-Marc Hinant et Dominique Lohlé

#### À la télévision
- 2000 :  Beauté fatale  de Sylvie Meyer  (téléfilm)

## Récompenses et distinctions
- 2019 : Brussels International Film Festival : nommée pour le prix du meilleur film pour Cavale (2018)
- 2020 : Magritte du cinéma : nommée pour le Magritte du premier film pour Cavale (2018)

- (en) Virginie Gourmel: Awards, sur l'Internet Movie Database